# クラッシュ・バンディクー4 とんでもマルチバース
『クラッシュ・バンディクー4 とんでもマルチバース』（クラッシュ・バンディクーフォー とんでもマルチバース、Crash Bandicoot 4: It's About Time）は、Toys for Bobが開発し、アクティビジョンが発売するゲームソフト。
クラッシュ・バンディクーシリーズのナンバリング作品としては国内6作目。時系列では1998年に発売された『クラッシュ・バンディクー3』の直後のストーリーである。
2020年10月2日にPlayStation 4とXbox Oneで発売された。また、2021年3月12日にNintendo Switch・PlayStation 5・Xbox Series X/Sで、同年3月26日にWindowsもそれぞれ発売された。

## ゲームプレイ
クラッシュまたはココを操作し、ステージを進んでゴールを目指す。ステージにはさまざまなトラップや障害、敵、そして箱やボーナスなどが登場し、箱パーフェクトやタイムアタックなどシリーズ初期作品のゲーム体験をベースに構成されている。
ステージ中でも自由にクラッシュとココを切り替えることができ、今作にはアクアクやウカウカに続く4つの異なる特別なマスクも登場。例えば時間を操るカプナワや重力をあやつるイカイカなど、ステージ内で入手することで特別なアクションを使用できる。また、シリーズお馴染みのアクションに加え、ウォールランやレールグラインド、ロープスウィングといった新たなゲームプレイも用意されている。
これまで通り残機制の『レトロモード』の他、残機制を排した『モダンモード』がある。どちらのモードもミスの数が記録される。また、報酬のダイヤは、従来の全ての箱を壊すと獲得できるものに加え、リンゴの獲得数に応じて入手できるダイヤ、指定されたミス数以内にクリアすると入手できるダイヤ、ステージ中のどこかに隠されている『ひみつのダイヤ』がある。モダンモードは、残機制ではないため、リンゴの数が100になってもリセットされず、そのままカウントされる（どちらのモードも左上にそのステージで入手したリンゴの合計の獲得ゲージは表示される）。また、レトロモードで設置されているクラッシュ顔の残機箱は、『金のりんご箱』という大量のりんごに置き換わる。
スキン変更
本作ではステージ選択画面のオプションで、クラッシュ、ココのコスチュームや「みため」を変更することができる。
変更できる種類は豊富だが、それらを使用するには入手条件を達成する必要があり、条件の大半を占める上述の「1ステージのダイヤを全種獲得する」というもの他、特定の条件でボスを倒したり、ダウンロードコンテンツによる入手だったりと様々。
記憶のカケラ
ステージ中のどこかに隠されているカセットテープ状のアイテム。
ただし、入手するためにはスタート地点からその場所まで一度もミスしない必要があり、一度でもミスすると実体化されず触れることができない。
入手したカセットの数に応じて、マップ上の再生機器で嘗てのコルテックスがクラッシュを生物兵器として開発していた時代の実験の映像記録、という名目で特殊ステージを攻略することができる。
その実態は横スクロール、所謂通常ステージにおける「ボーナスステージ」の応用であり、ルートを考察しながらアイテム箱を破壊していくというもの。
タイムライン
本作ではメインキャラはクラッシュ、ココの2名だが、一部の他のキャラクターもプレイアブルに起用されている。
彼らの活躍は本軸のクラッシュたちの行動とリンクしており、クラッシュの道中で発生した不可思議な現象（驚いたクラッシュの頭頂部に「!?」の疑問符が浮かぶ）に対し、その裏で何かあったのかを別視点で知ることが可能。
ほとんどは現象を起こしたその瞬間に操作キャラがクラッシュに変更され、後半は本ステージと同じルートを辿ることになるが、アイテム箱の配置やボーナスステージの構造など、若干の変動が発生する。
あべこべモード
ステージボスの二トラス・ブリオ撃破後に、一度クリアしたステージで使用できるモード。
本来のステージのルートが左右反転している他、ステージによって画面演出が異なる。

## ストーリー
『クラッシュ・バンディクー3 ブッとび!世界一周』の最後にネオ・コルテックスやエヌ・トロピー、ウカウカが距離も時間も遠く離れた惑星に漂着した所から物語が始まる。
3人は何十年もの試みの果てに、時空に自分達が通れる穴を開ける計画に成功し、脱出すると同時に時空を操る方法「マルチバース」を見つけてしまう。コルテックスはこれを利用し、自分達を陥れたクラッシュとココに復讐を開始。クラッシュ達は新しい仮面を仲間に、コルテックスの野望を阻止しに立ち向かう。

## 登場キャラクター
シリーズ全体における各キャラクターの詳細はクラッシュ・バンディクーシリーズ#登場人物も参照。ここでは本作におけるアクション要素や作中の動向を中心に記述する。名前に★がついているものはプレイアブルキャラクター。声の項は原語版/吹き替え版の順。

### クラッシュファミリー
クラッシュ・バンディクー（声：スコット・ホワイト）★
シリーズの主人公。タスマニア出身のバンディクーの男の子。本作では初期状態から「2段ジャンプ」が使える。
ココ・バンディクー（声：エデン・リーゲル / 池澤春菜）★
クラッシュの妹。兄と異なり機械に強く、本作ではタブレットを持参している。
タウナ・バンディクー（声：ウスラ・タヘリアン / 戸田亜紀子）★
過去作に登場したクラッシュの元恋人。ただし、実際には今回の次元の異変で現れた「別の世界のタウナ」であり、この世界のタウナとは全く関係無い別人である。グラマラスな女性だったこの世界のタウナと違って、姉御肌の勇猛果敢な戦士で活発的。あることが原因で単独行動を好む。
アクションは体術を基本とし、スピンアタックの代わりに回し蹴り、ボディプレスが真下への打撃というものになっている。また特殊アクションとして遠方の標的を攻撃したり移動手段に使える「フックショット」、特定の壁を登っていく「ウォールジャンプ」などスタイリッシュな技を持つ。
アクアク（声：グレッグ・イーグルス / 緒方賢一）
タスマニアの精霊。コルテックスとエヌ・トロピーの復活をいち早く察知し、クラッシュと共に彼らの悪事を阻止しようとする。4種類のマスクとは顔見知りの関係。

### コルテックス軍団
ネオ・コルテックス（声：レックス・ラング / 板取政明）★
シリーズを代表する悪役。時空の支配を目論み幾度なくクラッシュを妨害するが、本作ではエヌ・トロピーの裏切りにより、中盤ではクラッシュと休戦して共闘する。
アクションでは頭突きによる横移動の他、光線銃を使用。敵に当てると足場に変異され、ヒットさせた回数に応じて足場の種類や能力の解除を変更できる。
エヌ・トロピー（声：J・P・カリアック / 池田勝）
コルテックスと同盟を組む時間博士。冒頭で時空の狭間から脱出し、自身の発明品「トラベルリフト」を使って、コルテックスと共に悪事を企てる。
しかし、実際には彼に気付かれぬようレディ・トロピーと協力し、別の陰謀を計画。歴史をリセットし、自身が神として扱われる世界を作り出そうと目論む。
エヌ・ジン（声：コーリー・バートン / 咲野俊介）
コルテックスの配下の一人。シリーズおなじみのメカ兵器でクラッシュを襲うが、どういうわけか本作ではロック音楽に目覚めており、それを意識した言動が目立つ。
二トラス・ブリオ（声：ロジャー・クレイグ・スミス / 小形満）
コルテックスの配下の一人。様々な薬物を調合実験する化学のスペシャリストで、機械専門のエヌ・ジンとは犬猿の仲。
ウカウカ
善のアクアクと対を成す「悪の仮面」。ただし、本作では冒頭の時空からの脱出に力を使い果たして休眠してしまい、今回の事件に関わることは無い。
休眠しただけで消滅したわけではなく、隠しエンディングにてコルテックスの前に笑い声と共に現れる。そこでエンディングが終了するため、何が起きたのかは不明。

### その他のキャラクター
ディンゴダイル（声：フレッド・タタショア / 石田圭祐）★
『3』では悪役のボスの一人だったが、本作は足を洗ってレストランを自営業していたところ、時空の歪みに巻き込まれてしまう。
粗暴な口ぶりだが善人と化しており、クラッシュと遭遇してからは良き協力者として活躍をみせた。
主要武器が『3』で使用していた火炎放射器からバキュームバズーカに変更されており、遠くのものを引き寄せ（破壊）たり、それを噴射して遠距離攻撃ができる。また、真下に噴射することで浮力を得られ、僅かな間だがホバー移動ができる。
序盤はクラッシュとは関係無く行動を行っているが、その行動が本人の与り知らぬところでクラッシュを助ける形となっている。
レディ・トロピー（声：木村涼香）
女性型の敵キャラクターで、名前の通りエヌ・トロピーを女体化させたかのような容姿をしている。
その正体は、「（本作での）タウナの世界」におけるもう一人のエヌ・トロピーで、声色は女性だがエヌ・トロピーと並んで英単語を過剰に用いたエキセントリックな口調で話す。
エヌ・オキサイド（声：コーリー・バートン / 茶風林）
本編シリーズではなく、外伝のレースゲームに登場したスピード狂の異星人。本作では二人のエヌ・トロピーに脅迫され、自身の宇宙船を利用されてしまう。
ニセクラッシュ＆ニセココ
対戦モード「ハチャメチャ！バンディクーバトル」での使用可能キャラクター。本編ストーリーには直接絡まない。

### 4種類のマスク
本作のキーパーソンである時空と空間を守護するマスクたち。次元の歪みを察知して目覚めてクラッシュたちをサポートするが、時にはコルテックスの一味に拉致されてその能力を利用されることも。クラッシュに装着して加護を与えるのは無敵モードのアクアクと同様だが、アクアクと違って顔面でなく、本体を周回するパーツを含めてクラッシュの全身をプロテクターのように覆うというデザインの差異がある。ステージ中の特定の箇所に出現し、近くを通過するだけで自動的に装着、一定の地点に到達すると自動的に脱着して消滅する。
ラニロリ（声：リチャード・ホーヴィッツ / 伊藤節生）
『次元のマスク』。最初にクラッシュと出会う（というよりもクラッシュによって無理矢理覚醒してしまった）。コミカルな心配性であり、パニックになりやすい。
固有能力は「隣り合う別世界への移動」。ラニロリを使用するエリアでは一部のアイテム箱、地形、更にはトラップや敵キャラクターが青い半透明で非物体化しており、アクションボタンで実体化しているものとそうでないものを二分化で切り替えることができる。
実体化していない敵やトラップに当たり判定は無いが、足場も消えていると着地することができない。また実体化していない地形とクラッシュが重なっている状態で実体化してしまうと、地形に挟まれて死亡してしまう。
アカノ（声：フレッド・タタショア / 中村大志）
『暗黒のマスク』。赤黒く、ウカウカのように強面だが、ラニロリが言うように根は善人であり、単に寡黙なだけである。ダークマターそのものと言われるほどの重量があり、休眠だった彼をうっかり足に落としたクラッシュが怪我をしたり、自ら相手を押さえつけて捕えることができる。
固有能力は「スピンアタックへのダークマターの付与」。通常よりもスピンアタックの威力があがり、二段ジャンプと組み合わせれば通常のクラッシュでは届かない飛距離を移動することが可能。一部の強化された敵の攻撃を弾いたり倒すこともできる。ただし、スピンの範囲そのものも若干広がっており、発動する位置や解除するタイミングを見誤ると余計な箱の破壊や、TNT箱やニトロ箱の誘爆を招いてしまうリスクがある。
カプナワ（声：Cherise Boothe / 土門敬子）
『時間のマスク』。過去から未来までの全てを見てきた全知のマスク。クラッシュたちの事も一方的に知っており、過剰なスキンシップを取ろうとするほど馴れ馴れしい老婆。
固有能力は「時間の遅延」。発動した少しの間だけクラッシュ以外の時間の流れが遅くなり、制限時間のあるギミックや高速移動する足場に余裕を持って対処することができ、精密さが求められる敵の複雑な攻撃にも対応できる。応用として普通なら触れただけで即死するニトロ箱も爆発までに猶予ができ、短時間なら上を踏んだり歩いたりもできる。なお、カプナワはコルテックスの時間移動に悪用されてしまうが、クラッシュのアクションではその芸当は使用できない。
イカイカ（声：フレッド・タタショア、Zeno Robinson / 杉山紀彰）
『重力のマスク』。矢印のような三角型の頭部が上下についており、事なかれ主義で温厚な老人と、自虐的でネガティブな若者の2つの人格を持つ。
固有能力は『重力の反転』。クラッシュにとっての床と天井の重力の向きが逆転する。床が通行できない時に天井裏を移動するのは勿論、反転により落下（上昇）の時間を微調整して、滞空時間や飛距離を伸ばすことができる。ただし、一度空中で反転できるのは2回（1往復）までで、延々と反転を繰り返して滞空を維持することはできない。天井の無い場所で反転すれば上に向かって落下し続けミスとなる。

## 日本での展開

### ローカライズ
今作からSIEやセガは販売を行っておらず、全てのハードでアクティビジョンが担当している。
前作『クラッシュ・バンディクーレーシング ブッとびニトロ!』では総入れ替えとなっていたが、今作では、クラッシュ、コルテックス、エヌ・ジンを除き、それぞれのキャラクターの初代声優が再集結している（タウナに関しては「フェスティバル」からの続投）。
『クラッシュ・バンディクー ブッとび3段もり!』や『クラッシュ・バンディクーレーシング ブッとびニトロ!』で、当時のデザインに近いものが採用されていた日本版のパッケージイラストは、販売元であるアクティビジョンの意向により、今作では廃止となったが、これまでのシリーズにあわせて、日本版だけポスターなどの販促用アートではクラッシュ達の指の本数が5本に調整されたアートになっている。

### 実写映像によるプロモーション
日本向けのプロモーションでは、実写映像が公開された。出演は山口森広、伊勢みはと、笹本旭。お馴染みのクラッシュダンスと共に、初代クラッシュの日本オリジナルテレビCM曲として登場した『クラッシュ万事休す』が使用された。このテーマソングがシリーズで登場したのは2001年の『クラッシュ・バンディクー4 さくれつ!魔神パワー』（PS2版）以来、19年ぶりとなる。今回の実写版クラッシュは海外の顔出し前提でつくられた着ぐるみが採用されているため、冗談のように見えるよう意図されたデザインとなっている。この映像は日本公開後の2020年10月4日には海外向けにも公開された。これは『クラッシュ万事休す』が日本以外の国でも シリーズ作のプロモーションに起用されたはじめての事例となった。

### インフルエンサーの起用
今作はインフルエンサーを起用した日本独自のプロモーションが実施された。
今作の日本語版プレイ映像は 2020年9月20日にTwitterのクラッシュ・バンディクー＠応援アカウントで初公開され、その後本作の発売にあわせて ホロライブに所属する姫森ルーナ、兎田ぺこら、戌神ころねによるゲーム実況がプロモーションの一環として実施された。また、同時期には 猫宮ひなたによるWEBマンガが公開された。
さらに発売記念として イラストレーターであるリズとヒョーゴノスケによる国内向けの記念イラストが公開されたほか、発売記念キャンペーンがクラッシュ・バンディクー＠応援アカウントで実施された。

## 時系列
同じ『クラッシュ4』として2001年に発売された『クラッシュ・バンディクー4 さくれつ!魔神パワー』も存在するが、この原題は『Crash Bandicoot: The Wrath of Cortex』となっており、日本国内を除いてナンバリングタイトルではない（5も同様に日本のみナンバリングされている）。ストーリーは『クラッシュ・バンディクー3 ブッとび!世界一周』の直後から始まるため、『さくれつ!魔神パワー』などの旧4以降の作品と時系列が重なるが、それらの作品はなかったことにはならず、別の時間軸での出来事とされる。

## ボタン対応表
|              | PlayStation 4 | PlayStation 5 | Xbox One     | Xbox Series X/S | Nintendo Switch |
| ------------ | ------------- | ------------- | ------------ | --------------- | --------------- |
| 十字ボタン   | 十字ボタン    | 十字ボタン    | 十字ボタン   | 十字ボタン      | 十字ボタン      |
| タッチパッド | タッチパッド  | タッチパッド  | -            | -               | タッチパネル    |
| L3スティック | L3スティック  | L3スティック  | 左スティック | 左スティック    | 左スティック    |
| R3スティック | R3スティック  | R3スティック  | 右スティック | 右スティック    | 右スティック    |
| △            | △             | △             | Y            | Y               | Y               |
| ○            | ○             | ○             | B            | B               | B               |
| ×            | ×             | ×             | A            | A               | A               |
| □            | □             | □             | X            | X               | X               |
| L            | L1・L2        | L1・L2        | LT・LB       | LT・LB          | L・ZL           |
| R            | R1・R2        | R1・R2        | RT・RB       | RT・RB          | R・ZR           |
| OPTIONS      | OPTIONS       | OPTIONS       | MENU         | MENU            | +               |
| SHARE        | SHARE         | CREATE        | VIEW         | VIEW            | -               |